# Santo António da Serra (Machico)
Santo António da Serra, comummente simplificado para Santo da Serra, é uma freguesia portuguesa do município de Machico, na ilha da Madeira, Região Autónoma da Madeira,  com 8,65 km² de área e 822 habitantes (censo de 2021). A sua densidade populacional é 95 hab./km².
A freguesia apresenta ao todo oito sítios: Margaça, Ribeira de Machico, Madeira da Igreja, Palheiros, Fajã dos Rolos, Portela, Lombo das Faias, Fajã das Vacas.
A principal actividade económica local é a agricultura, beneficiando dos terrenos férteis e verdejantes que se encontram um pouco ao longo de toda a freguesia.. A freguesia é banhada pelo Oceano Atlântico a sul. Tem montanhas a este, sul e oeste.
Um dos principais produtos agrícolas é o pero usado, para além de outros fins, para produzir a sidra, bebida refrescante muito apreciada pelos turistas. No primeiro fim-de-semana de setembro realiza-se a mostra anual da Sidra em que se pode ver o processo de transformação do pero em sidra.

## Demografia
A população registada nos censos foi:
| Distribuição da População por Grupos Etários | Distribuição da População por Grupos Etários | Distribuição da População por Grupos Etários | Distribuição da População por Grupos Etários | Distribuição da População por Grupos Etários |
| -------------------------------------------- | -------------------------------------------- | -------------------------------------------- | -------------------------------------------- | -------------------------------------------- |
| Ano                                          | 0-14 Anos                                    | 15-24 Anos                                   | 25-64 Anos                                   | > 65 Anos                                    |
| 2001                                         | 278                                          | 215                                          | 650                                          | 212                                          |
| 2011                                         | 226                                          | 234                                          | 882                                          | 275                                          |
| 2021                                         | 111                                          | 139                                          | 784                                          | 300                                          |

## Personalidades ligadas à freguesia
O atleta portador de síndrome de Down Francisco Gouveia, recordista mundial de 1500 metros marcha, é natural desta freguesia.

## Freguesias limítrofes
- Machico e Água de Pena, este
- Santo António da Serra, sul
- Porto da Cruz, oeste